# Beauville, Haute-Garonne
Beauville är en kommun i departementet Haute-Garonne i regionen Occitanien i södra Frankrike. Kommunen ligger i kantonen Caraman som tillhör arrondissementet Toulouse. År 2022 hade Beauville 170 invånare.

## Befolkningsutveckling
Antalet invånare i kommunen Beauville
Referens:INSEE